# De Vier van Noord-Holland
De Vier van Noord-Holland is een vierdaagse marathon-schaatscompetitie op vier ijsbanen in Noord-Holland. Vier dagen lang wordt er op iedere dag van deze meerdaagse competitie op een ijsbaan in Noord-Holland gereden: De Westfries in Hoorn, De Meent in Alkmaar, IJsbaan Haarlem en de Jaap Edenbaan in Amsterdam. 
De eerste editie in 2024 werd bij de mannen gewonnen door Bart Hoolwerf en bij de vrouwen door Marijke Groenewoud die alle vier de wedstrijden wist te winnen. Het sprintklassement werd bij de mannen gewonnen door Casper de Gier en bij de vrouwen door Esther Kiel.

## Achtergrond
Met De Vier wordt een oude traditie van meerdere marathons achter elkaar, voorheen bekend als Trachitol Trophy en The Greenery Six, weer in ere hersteld. Nieuw is de koppeling van topsport met breedtesport, een grote wens van de provincie Noord-Holland en de KNSB. De KNSB en de provincie Noord-Holland hebben de intentie om van De Vier van Noord-Holland een jaarlijks terugkerend schaatscompetitie te maken. Nieuw is de koppeling van topsport met breedtesport, een grote wens van de provincie Noord-Holland en de KNSB. Daarnaast wordt in samenwerking met lokale verenigingen een afwisselend breedtesportprogramma aangeboden en voor de ijsbanen breedtesportactiviteiten ontwikkeld. 
De laatste meerdaagse marathonschaatswedstrijd op Nederlands kunstijs was de Trachitol Trophy in 2021. Aan het einde van de week hadden de schaatsers 750 rondes op de teller staan, verwijzend naar het het 750-jarig bestaan van Amsterdam volgend jaar. Omdat de koersen langer worden, zijn er ook steeds meer punten te verdienen. Zo liggen er donderdagavond op de finish in Alkmaar tien punten klaar voor de winnaar, terwijl zondagmiddag maximaal vijftig punten te verdienen zijn. De leider in het klassement is te herkennen aan het oranje vissenpak. Onderweg wordt er elke dag tweemaal gesprint voor het sprintklassement. Ook de leider in die rangschikking krijgt een speciaal pak: het lotenpak. Aan het eind van de vier dagen ontvangen de nummers een, twee en drie van beide klassementen een beeldje, speciaal gemaakt door een smid uit Haarlem.

## Uitzendrechten
Op schaatsen.nl en de livestream van NOS.nl worden de wedstrijden live uitgezonden. De wedstrijden van de finaledag op zondag werden live uitgezonden op NPO 1.

## Algemeen klassement mannen (Oranje vissenpak)
| Editie | Jaar      | Winnaar       | Tweede      | Derde        |
| ------ | --------- | ------------- | ----------- | ------------ |
| 1      | 2024/2025 | Bart Hoolwerf | Bart Swings | Luc ter haar |

## Algemeen klassement vrouwen (Oranje vissenpak)
| Editie | Jaar      | Winnaar            | Tweede         | Derde       |
| ------ | --------- | ------------------ | -------------- | ----------- |
| 1      | 2024/2025 | Marijke Groenewoud | Bente Kerkhoff | Esther Kiel |

## Sprintklassement mannen (Blauwe lotenpak)
| Editie | Jaar      | Winnaar        | Tweede        | Derde        |
| ------ | --------- | -------------- | ------------- | ------------ |
| 1      | 2024/2025 | Casper de Gier | Bart Hoolwerf | Daan Gelling |

## Sprintklassement vrouwen (Blauwe lotenpak)
| Editie | Jaar      | Winnaar     | Tweede     | Derde       |
| ------ | --------- | ----------- | ---------- | ----------- |
| 1      | 2024/2025 | Esther Kiel | Kim Talsma | Tessa Snoek |

## Dagzeges mannen
| Editie | Jaar      | Alkmaar; De Meent | Hoorn; De Westfries | Haarlem; Kennemerland | Amsterdam; Jaap Edenbaan |
| ------ | --------- | ----------------- | ------------------- | --------------------- | ------------------------ |
| 1      | 2024/2025 | Bart Hoolwerf     | Luc ter haar        | Bart Hoolwerf         | Sjoerd den Hertog        |

## Dagzeges vrouwen
| Editie | Jaar      | Hoorn; De Westfries | Alkmaar; De Meent  | Haarlem; Kennemerland | Amsterdam; Jaap Edenbaan |
| ------ | --------- | ------------------- | ------------------ | --------------------- | ------------------------ |
| 1      | 2024/2025 | Marijke Groenewoud  | Marijke Groenewoud | Marijke Groenewoud    | Marijke Groenewoud       |

Oranje vissenpak · 
Blauwe lotenpak · 
Records
·2024 ·